# Lara van Niekerk
Pour les articles homonymes, voir van Niekerk.
Lara van Niekerk, née le 13 mai 2003, est une nageuse sud-africaine.

## Carrière
Lara van Niekerk est médaillée d'or des 50, 100 et 200 mètres brasse ainsi que du relais 4 × 100 mètres quatre nages aux Championnats d'Afrique de natation 2018 à Alger.
Aux Championnats d'Afrique de natation 2024 à Luanda, elle est médaillée d'or sur 50 et 200 mètres brasse et sur 4 x 100 mètres quatre nages mixte ainsi que médaillée d'argent sur 100 mètres brasse et sur 4 x 100 mètres nage libre,.